# 말총

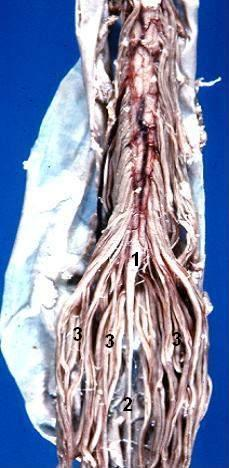

말총(cauda equina, cauda equina nerve roots 또는 horse tail. 말의 갈기나 꼬리의 털의 생김새)은 해부학에서 둘째 허리 신경 아래쪽의 척수(spinal cord) 신경 다발의 뿌리 (종사, filum terminale, terminal thread, 終絲)가 말꼬리처럼 척수 아래로 늘어져 있는 상태 또는 그러한 해부학적 부위를 가리킨다. 마미(馬尾)라고도 한다.

## 말총증후군
말총증후군(말총症候群,cauda equina syndrome)은 척수 신경 뿌리의 압박 때문에 회음, 방광 및 천골 부위에 나타나는 둔한 통증. 대개 좌골 신경을 따라 퍼진다.

## 같이 보기
- 척추뼈고리판
- 척주강